# Bayan Northcott
Bayan Northcott   (Londres, 24 d'abril de 1940 - 13 de desembre de 2022) és un compositor i crític musical anglès.
Nascut a Harrow on the Hill (Londres), Northcott va llegir anglès a la Universitat d'Oxford i va obtenir el títol de llicenciat en arts a Oxford el 1962. Després va ensenyar anglès del 1964 al 1970. Northcott va desenvolupar un interès per la composició. El van animar Alexander Goehr i Hans Keller. Posteriorment, va llegir música a la Universitat de Southampton, on els seus instructors van incloure a Goehr i Jonathan Harvey. Northcott va obtenir el títol de BMus a Southampton el 1971. Northcott ha estat tutor d'altres compositors com Robin Holloway i Julian Anderson.
Northcott ha estat crític musical per al "New Statesman", per al "Sunday Telegraph" del 1976 al 1986, i va ser crític musical principal de "The Independent" del 1986 al 2009. També ha escrit sobre música per a "Tempo" i "BBC Music Magazine". Va ser director de la companyia discogràfica independent "NMC". Una selecció dels seus escrits es va publicar al volum The Way We Listen Now el 2009.

## Obres més importants
- Sonata per a oboe solista, op. 1 (1977–78)
- Sis lletres japoneses, op. 2, per Sop, cl, vn (1971/79) (textos traduïts pel compositor)
- Fantasia per a guitarra, op. 3 (1981–82)[5]
- Himne a Cibeles, op. 4, per Mezz, Ten, Bar, chor, 2 perc, db (1983) (text - Catullus, traduït pel compositor)
- Sextet, op. 5, per a fl / picc, cl / b cl, pno, perc, vn, vc (1984-85)
- Carillon (després de Machaut), per a 14 jugadors (1987)
- Tres lletres en anglès, op. 6, per Sop, cl, va, db (1988) (textos - Anon, segles XV-XVI)
- De tots els instruments (després de Purcell), per a fl, ob, cl, glock, vn, vc, db (1994)
- Concert per a trompa i conjunt, per a 11 intèrprets, op. 8 (1990-98)[6]
- Memento, per Sop, fl (1999) (text - Hilda Morley)
- Quatre antífones votives Op. 7, per Alt, 3 Ten, Bar o chor (1997-2003)
- "Salve Regina", Op. 7, núm. 1 (1999) (text - Anon llatí)
- "Alma Redemptoris Mater", Op. 7, núm. 2 (2000) (text - Anon llatí)
- "Ave Regina Celorum" / "Alleluia", Op. 7, núm. 3 (1997) (text - Anon llatí)
- "Regina Celi", Op. 7, núm. 4 (2003) (text - Anon llatí)
- Fandango, op. 9, per a Clavicèmbal (2006)
- Càntic: El dubte de Thomas, per Mezz, Ten, Bar, chor, org (2007) (text - Bíblia, versió autoritzada)
- Poeta i estrella, per Sop, Ten, pno (2008) (text - Thomas Hardy)
- Double All Round, per a fl / picc, cl / b cl, hn, pno, vn, vc (2009)
- Elegy for Solo Viola (2013)
- Concert per a orquestra (2014-16)[7]
- Sonata per a flauta i clarinet (2018)